# Resultados do Carnaval de Bragança Paulista em 2006
Resultados do Carnaval de Bragança Paulista em 2006. A Dragão Imperial venceu o grupo especial com o enredo "Agostinianos: Assim caminha a Humanidade".

## Grupo Especial
| Colocação | Escola                       | Pontos | Nota      | Ref.  |
| --------- | ---------------------------- | ------ | --------- | ----- |
| 1º        | Dragão Imperial              | 398    |           | [ 1 ] |
| 2º        | Nove de Julho                | 396    |           | [ 1 ] |
| 3º        | Acadêmicos da Vila           | 395    |           | [ 1 ] |
| 4º        | Caprichosos Saada Abi Chedid | 391    |           | [ 1 ] |
| 5º        | Unidos de Águas Claras       | 360,5  |           | [ 1 ] |
| 6º        | Unidos do Lavapés            | 360    | Rebaixada | [ 1 ] |

## Grupo de acesso
| Colocação | Escola        | Pontos | Nota      | Ref.  |
| --------- | ------------- | ------ | --------- | ----- |
| 1º'       | Império Jovem | 194,5  | Promovida | [ 1 ] |